# Pseudogmothela foveolata
Pseudogmothela foveolata är en insektsart som beskrevs av Roger Roy 1965. Pseudogmothela foveolata ingår i släktet Pseudogmothela och familjen gräshoppor. Inga underarter finns listade i Catalogue of Life.